# Bodorová
Bodorová es un municipio del distrito de Turčianske Teplice en la región de Žilina, Eslovaquia, con una población estimada a final del año 2024 de 240 habitantes.
Se encuentra ubicado al suroeste de la región, cerca del curso alto del río Váh (cuenca hidrográfica del Danubio) y de la frontera con las regiones de Banská Bystrica y Trenčín.

## Demografía
| Año        | 1994 | 2004     | 2014    | 2024    |
| ---------- | ---- | -------- | ------- | ------- |
| Población  | 211  | 261      | 243     | 240     |
| Diferencia |      | +23,69 % | −6,89 % | −1,23 % |

| Año        | 2023 | 2024    |
| ---------- | ---- | ------- |
| Población  | 235  | 240     |
| Diferencia |      | +2,12 % |